# Rheumaptera maculifera
Rheumaptera maculifera är en fjärilsart som beskrevs av Warnecke 1938. Rheumaptera maculifera ingår i släktet Rheumaptera och familjen mätare. Inga underarter finns listade.